# .mv
.mv – domena internetowa przypisana do Malediwów. Jest administrowana przez operatora telekomunikacyjnego Dhiraagu Pvt Ltd. (DHIVEHINET).
Ze względu na utrudnioną dostępność i duże koszty utrzymania, domena .mv jest używana głównie przez agencję rządowe i duże przedsiębiorstwa. Małe i średnie firmy preferują korzystanie z domen .com oraz .net.